# 2022年—2023年摩爾多瓦示威
2022年—2023年摩爾多瓦示威是摩爾多瓦於2022年9月18日至今的反政府抗議示威，因俄烏戰爭後的能源危機、天然氣價格飆漲、通貨膨脹與國內政治衝突等因素爆發，當天約有2萬名示威者在首都基希讷乌集結，要求親西方的摩爾多瓦政府下台。
抗議主要由摩爾多瓦親俄的政黨紹爾黨主導發起，該黨主席伊兰·舍尔早前即因案被判刑而流亡海外。2022年11月6日，超過5萬名紹爾黨的支持者集結於基希讷乌要求政府下台。12月7日伊兰·绍尔要求摩爾多瓦總統瑪雅·桑杜任命他為總理。2023年2月19日又有上千名親俄示威者要求摩爾多瓦政府下台，其中有民眾呼籲俄羅斯軍事介入摩爾多瓦，甚至支持摩爾多瓦併入俄羅斯。
2023年3月2日，摩爾多瓦國會通過將該國官方語言的名稱由摩爾多瓦語改為羅馬尼亞語，並發表聲明譴責俄羅斯入侵烏克蘭。同年6月19日紹爾黨遭摩爾多瓦憲法法院查禁。

## 外界反應
2023年3月10日，俄羅斯外交部長拉夫羅夫指控西方國家雙重標準，支持喬治亞的反政府示威，卻譴責摩爾多瓦的反政府示威。

## 爭議
據媒體報導，抗議參與者被帶到基希訥烏，並因參與而獲得金錢獎勵。抗議組織者伊蘭·紹爾並沒有隱瞞這一點。反腐敗檢察官辦公室正在對紹爾黨組織的抗議活動的資助情況進行調查。
摩爾多瓦共和國政治觀察家認為，紹爾黨正在進行破壞穩定的行動，目的是用親俄勢力取代親歐政府，並透過煽動抗議暴力來升級局勢。專家也認為，這些行動的目的是增加民眾對當局的不滿，提前舉行議會選舉。